# Marco Polo Del Nero

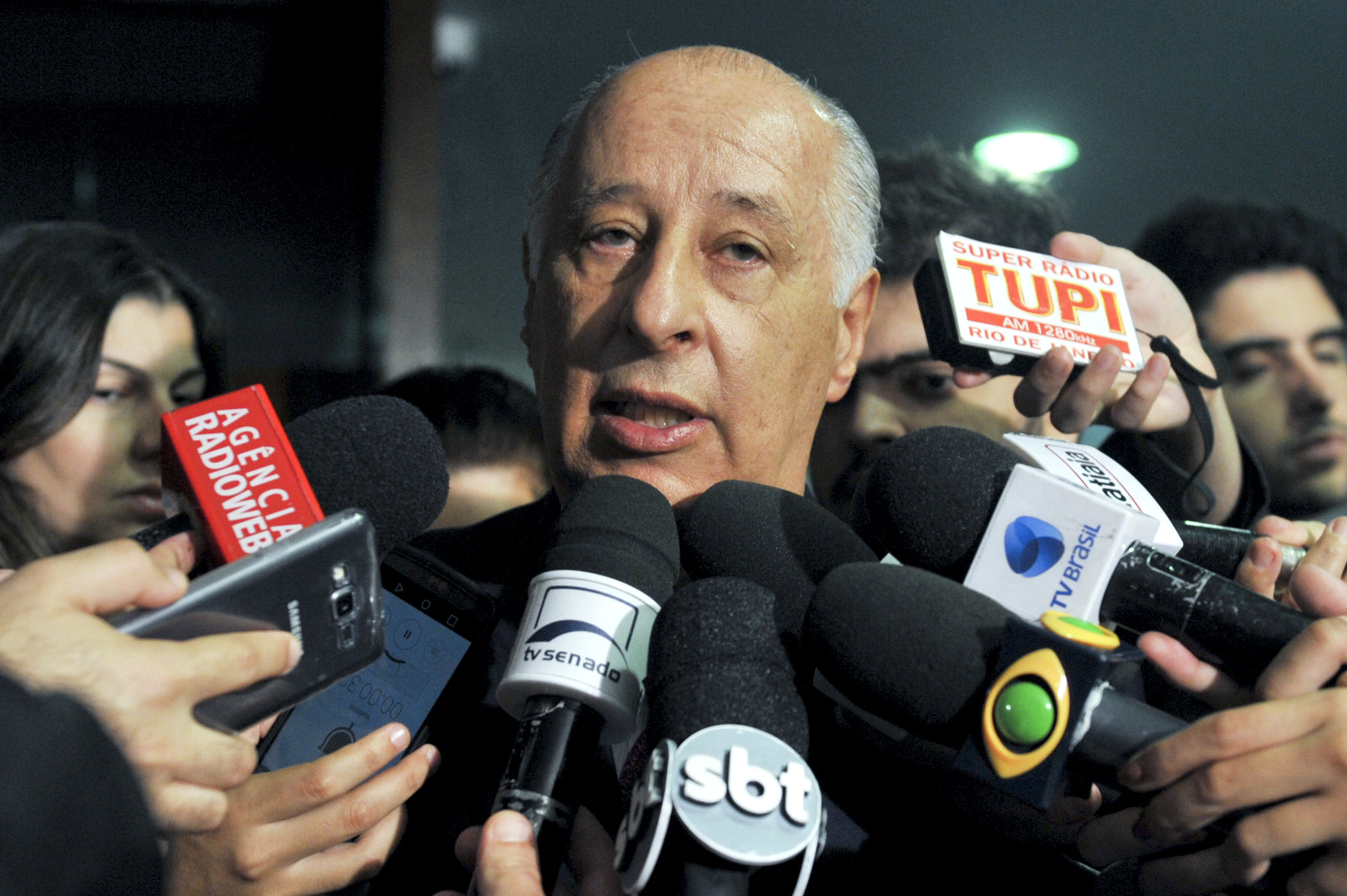
Marco Polo Del Nero (2008)

Marco Polo Del Nero (* 22. Februar 1941 in São Paulo, Brasilien) ist ein brasilianischer Rechtsanwalt und war Mitglied des FIFA-Exekutivkomitees.
Del Nero ist seit 2003 Präsident des Federação Paulista de Futebol (FPF). 2007 wurde er Mitglied im Exekutivkomitee des Kontinentalverbandes CONMEBOL. Am 23. März 2012 wählte ihn die CONMEBOL als Nachfolger des zurückgetretenen Ricardo Teixeira in das FIFA-Exekutivkomitee und im April 2014 wurde er zum Nachfolger von José Maria Marin als Präsident der Confederação Brasileira de Futebol (CBF) ab dem 1. April 2015 gewählt.
Nachdem er im Rahmen der Korruptionsermittlungen gegen FIFA-Funktionäre beschuldigt wurde, trat er am 26. November 2015 von seinem Posten als Mitglied des FIFA-Exekutivkomitees zurück und legte sein Amt als CBF-Präsident am 3. Dezember 2015 für 180 Tage nieder, nachdem die FIFA-Ethikkommission ein Verfahren gegen ihn eröffnet hatte. Kurz danach forderte eine Reihe ehemaliger brasilianischer Spitzenspieler, wie Pele, Rai und Zico, in einem offenen Brief den Rücktritt Del Neros.